# Tony Archer
Anthony John Archer (Dulwich, 14 juli 1938) is een Britse jazzcontrabassist.

## Biografie
Archer leerde als scholier cello spelen, voordat hij op 16-jarige leeftijd wisselde naar de contrabas. Na een begin bij Phil Kinorra speelde hij in 1959 met deze in het trio van John Burch in Amerikaanse soldatenclubs op het continent. In 1961 werd hij met deze ritmesectie en Graham Bond lid van de band van Don Rendell, met wie hij in hetzelfde jaar opnam (Roarin). Daarna werkte hij bij Stu Hamer, Harold McNair, Gus Galbraight, Bobby Wellins, Peter King en Roy Budd. Vanaf eind jaren 1960 behoorde hij tot het trio van Tony Lee, waarmee hij ook optrad in de speelfilm The Magic Christian van Peter Sellers. Tijdens de jaren 1970 speelde hij in de bands van Brian Lemon, Sandy Brown en voor een korte tijd ook met John Dankworth en Humphrey Lyttelton. Vanaf midden jaren 1970 begeleidde hij met het trio van Tony Lee in Ronnie Scott's jazzclub doortrekkende sterren als Joe Pass en Carmen McRae. Jack Parnell, Kenny Baker en Don Lusher haalden hem daarna in hun band Best of British Jazz. Verder werkte hij met Dick Morrissey, om daarna weer op te treden in het trio van Lee. Hij is ook te horen op albums van Phil Seamen en Eddie Thompson.